# Scott Metcalfe
Scott Metcalfe (Toronto, Canadá; 6 de enero de 1967 – Rochester, New York; 6 de junio de 2025) fue un jugador canadiense de hockey sobre hielo que jugó en la posición de centro.

## Estadísticas
| 1983–84   | Kingston Canadians          | OHL       | 68  | 25  | 49  | 74  | 154  | —  | —  | —  | —  | —   |
| 1984–85   | Kingston Canadians          | OHL       | 58  | 27  | 33  | 60  | 100  | —  | —  | —  | —  | —   |
| 1985–86   | Kingston Canadians          | OHL       | 66  | 36  | 43  | 79  | 213  | 10 | 3  | 6  | 9  | 21  |
| 1986–87   | Kingston Canadians          | OHL       | 39  | 15  | 45  | 60  | 104  | —  | —  | —  | —  | —   |
| 1986–87   | Windsor Compuware Spitfires | OHL       | 18  | 10  | 12  | 22  | 52   | 13 | 5  | 10 | 27 |     |
| 1987–88   | Edmonton Oilers             | NHL       | 2   | 0   | 0   | 0   | 0    | —  | —  | —  | —  | —   |
| 1987–88   | Nova Scotia Oilers          | AHL       | 43  | 9   | 19  | 28  | 87   | —  | —  | —  | —  | —   |
| 1987–88   | Buffalo Sabres              | NHL       | 1   | 0   | 1   | 1   | 0    | —  | —  | —  | —  | —   |
| 1987–88   | Rochester Americans         | AHL       | 22  | 2   | 13  | 15  | 56   | 7  | 1  | 3  | 4  | 24  |
| 1988–89   | Buffalo Sabres              | NHL       | 9   | 1   | 1   | 2   | 13   | —  | —  | —  | —  | —   |
| 1988–89   | Rochester Americans         | AHL       | 60  | 20  | 31  | 51  | 241  | —  | —  | —  | —  | —   |
| 1989–90   | Buffalo Sabres              | NHL       | 7   | 0   | 0   | 0   | 5    | —  | —  | —  | —  | —   |
| 1989–90   | Rochester Americans         | AHL       | 43  | 12  | 17  | 29  | 93   | 2  | 0  | 1  | 1  | 0   |
| 1990–91   | Rochester Americans         | AHL       | 69  | 17  | 22  | 39  | 177  | 14 | 4  | 1  | 5  | 27  |
| 1991–92   | EHC Dynamo Berlin           | GER-2     | 25  | 19  | 16  | 35  | 83   | —  | —  | —  | —  | —   |
| 1992–93   | Eisbären Berlin             | GER       | 27  | 8   | 17  | 25  | 45   | 4  | 2  | 2  | 4  | 8   |
| 1992–93   | ES Weißwasser               | GER-2     | 8   | 4   | 3   | 7   | 4    | —  | —  | —  | —  | —   |
| 1993–94   | Knoxville Cherokees         | ECHL      | 56  | 25  | 56  | 81  | 136  | 3  | 0  | 1  | 1  | 20  |
| 1993–94   | Rochester Americans         | AHL       | 16  | 5   | 7   | 12  | 16   | 4  | 1  | 0  | 1  | 31  |
| 1994–95   | Rochester Americans         | AHL       | 63  | 19  | 36  | 55  | 216  | 5  | 1  | 1  | 2  | 4   |
| 1995–96   | Rochester Americans         | AHL       | 71  | 21  | 24  | 45  | 228  | 19 | 6  | 8  | 14 | 23  |
| 1996–97   | Rochester Americans         | AHL       | 80  | 32  | 38  | 70  | 205  | 10 | 1  | 3  | 4  | 18  |
| 1997–98   | Rochester Americans         | AHL       | 75  | 9   | 24  | 33  | 192  | 4  | 0  | 0  | 0  | 0   |
| 1998–99   | Hannover Scorpions          | DEL       | 50  | 11  | 21  | 32  | 126  | —  | —  | —  | —  | —   |
| 1999–00   | Hannover Scorpions          | DEL       | 49  | 8   | 12  | 20  | 69   | —  | —  | —  | —  | —   |
| 2000–01   | Sheffield Steelers          | GBR       | 46  | 8   | 14  | 22  | 91   | 7  | 0  | 2  | 2  | 4   |
| 2001–02   | Adirondack IceHawks         | UHL       | 3   | 0   | 0   | 0   | 0    | —  | —  | —  | —  | —   |
| Total AHL | Total AHL                   | Total AHL | 542 | 146 | 231 | 377 | 1511 | 65 | 14 | 17 | 31 | 127 |
| Total NHL | Total NHL                   | Total NHL | 19  | 1   | 2   | 3   | 18   | —  | —  | —  | —  | —   |